# Список основателей христианских церквей (по церковному преданию)
Церковное предание связывает основание первых церквей с именами конкретных апостолов.
Так, Евсевий писал:
«(1) Святые же апостолы и ученики Спасителя рассеялись по всей земле. Фоме, как повествует предание, выпала по жребию Парфия, Андрею — Скифия, Иоанну — Асия, там он жил, там в Эфесе и скончался; 
(2) Петр, по-видимому, благовествовал иудеям, рассеянным по Понту, Галатии, Вифинии, Каппадокии и Асии. Под конец жизни он оказался в Риме, где и был распят головой вниз: он сам счел себя достойным такой казни. 
(3) Надо ли говорить о Павле, возвещавшем Христово Евангелие от Иерусалима до Иллирика и пострадавшем при Нероне в Риме. В точности так рассказано у Оригена в 3-м томе его Толковании на Бытие.»
Позже, после формирования самостоятельных автокефальных церквей, каждая из них, в своём церковном предании, связывала свое основание с конкретным апостолом или апостолами, а в ряде случаев с иными персонами.

## Апостолы
- Апостол Андрей Первозванный — Константинопольская православная церковь, около 38 года.

- Апостол Варнава — Кипрская православная церковь, около 47 года.

- Апостол Варфоломей — Армянская апостольская церковь, вторая половина I века (вместе с апостолом Фаддеем).

- Апостол Иаков — Иерусалимская православная церковь, первая половина I века.

- Апостол Марк:
  - Александрийская православная церковь, 42 год.
  - Коптская православная церковь, 42 год.

- Апостол Павел — Антиохийская православная церковь, около 37 года.

- Апостол Пётр — Римско-католическая церковь, первая половина I века.

- Апостол Фаддей — Армянская апостольская церковь, вторая половина I века (вместе с апостолом Варфоломеем).

- Апостол Фома:
  - Маланкарская православная церковь, 52 год.
  - Сиро-малабарская католическая церковь, вторая половина I века.

## Другие основатели
- Святой Марон — Маронитская католическая церковь, конец IV века.
- Святой Фрументий Аксумский — Эфиопская православная церковь, вторая половина IV века.